# Baileys Prairie
Baileys Prairie ist ein Ort im Brazoria County im US-Bundesstaat Texas in den Vereinigten Staaten. Das U.S. Census Bureau hat bei der Volkszählung 2020 eine Einwohnerzahl von 775 ermittelt.

## Geografie
Der Ort liegt im Südosten von Texas zwischen Angleton und West Columbia, ist etwa 25 Kilometer vom Golf von Mexiko entfernt und hat eine Gesamtfläche von 19,9 km², wovon 0,5 km² Wasserfläche sind. Die Entfernung zu Houston im Norden beträgt etwa 70 Kilometer.

## Geschichte
Benannt wurde der Ort nach James Britton Bailey, einem Veteranen des Krieges von 1812, der 1818 mit seiner Frau und sechs Kindern in diese Region kam und Land von über 4500 Morgen in Besitz nahm, mit dem Einverständnis der damals spanischen Regierung in diesem Gebiet. Der Besitzanspruch wurde später von Stephen F. Austin angezweifelt, ihm aber dann wieder am 7. Juli 1824 zugesprochen. Weitere Siedler ließen sich rund um die Plantage von Bailey nieder. 1839 wurde die erste Kirchengemeinde gegründet. Auch heute noch gehört das meiste Land einigen wenigen Groß-Ranchern, so dass nur wenig Platz für Industrie gegeben ist, was sich in den Einwohnerzahlen niederschlägt. 1972 waren es 228 Personen, 410 im Jahr 1988 und 634 im Jahr 1990. 20 % der heutigen Bewohner sind deutscher, 8 % irischer Abstammung.

## Demografische Daten
Nach der Volkszählung im Jahr 2000 lebten hier 694 Menschen in 237 Haushalten und 201 Familien. Die Bevölkerungsdichte betrug 35,7 Einwohner pro km². Ethnisch betrachtet setzt sich die Bevölkerung zusammen aus 80,84 % weißer Bevölkerung, 14,12 % Afroamerikanern, 0,86 % amerikanischen Ureinwohnern, 0,14 % Asiaten, 0,43 % Bewohnern aus dem pazifischen Inselraum und 2,02 % aus anderen ethnischen Gruppen. Etwa 1,59 % stammen von zwei oder mehr Rassen ab und 10,09 % der Bevölkerung sind Spanier oder Latein-Amerikaner.
Von den 237 Haushalten hatten 35,4 % Kinder unter 18 Jahre, die im Haushalt lebten. 77,6 % davon waren verheiratete, zusammenlebende Paare. 6,3 % waren allein erziehende Mütter und 14,8 % waren keine Familien. 13,1 % aller Haushalte waren Singlehaushalte und in 4,6 % lebten Menschen, die 65 Jahre oder älter waren. Die Durchschnittshaushaltsgröße betrug 2,93 und die durchschnittliche Größe einer Familie 3,18 Personen.
26,4 % der Bevölkerung waren unter 18 Jahre alt, 7,8 % von 18 bis 24, 24,4 % von 25 bis 44, 33,9 % von 45 bis 64, und 7,6 % die 65 Jahre oder älter waren. Das Durchschnittsalter war 40 Jahre. Auf 100 weibliche Personen aller Altersgruppen kamen 104,1 männliche Personen. Auf 100 Frauen im Alter von 18 Jahren und darüber kamen 98,8 Männer.
Das jährliche Durchschnittseinkommen eines Haushalts betrug 73.125 US-Dollar, das Durchschnittseinkommen einer Familie 90.648 US-Dollar. Männer hatten ein Durchschnittseinkommen von 47.083 US-Dollar gegenüber den Frauen mit 29.609 US-Dollar. Das Prokopfeinkommen betrug 32.267 US-Dollar. 4,3 % der Bevölkerung und 1,9 % der Familien lebten unterhalb der Armutsgrenze. Davon waren 2,6 % Kinder und Jugendliche unter 18 Jahren und 4,9 % waren 65 oder älter.